# Мевлют Динч
Мевлют Динч (тур. Mevlüt Dinç; май 1957, Орду, Турция), более известный как Мев Динк (англ. Mev Dinc) — британско-турецкий гейм-дизайнер. Родившийся и выросший в Турции, он переехал в Англию в 1979 году, когда заканчивал учебу, намереваясь получить там степень магистра. Будучи не в состоянии платить высокую плату за обучение иностранных студентов, Динч работал на кабельном заводе в Саутгемптоне, где коллега познакомил его с видеоиграми и подарил ему ZX Spectrum, когда он был выпущен в 1982 году. Динч научился программировать с помощью журналов и начал работать в индустрии видеоигр в 1983 году, начав с помощи в портировании. Покинув Electric Dreams, Динк стал соавтором Last Ninja 2 для System 3 и вместе с бывшими сотрудниками System 3 Хью Райли и Джоном Твидди основал Vivid Image в сентябре 1989 года. Вернувшись в Турцию в 2000 году, Динч основал Dinç İnteraktif (позже переименованную в Sobee Studios), которую он продал Türk Telekom в 2009 году, а затем ушел в 2013 году. Динч получил несколько наград за свою работу и является членом BAFTA.

## Ранние годы
Динч родился в мае 1957 года в городе Орду, Турция. Он вырос в отдаленной деревне в 40 милях (64 км) от города и изучал экономику в Анкарской академии экономики и коммерческих наук. За это время он женился на англичанке и переехал в Англию в 1979 году, путешествуя туда и обратно между двумя странами, чтобы завершить свое образование позже в том же году. В конце концов он принял короткое имя «Мев», сославшись на то, что «никто не мог произнести это правильно» в Англии. После окончания Динч получил степень магистра в Англии, но из-за высокой платы за обучение для иностранных студентов в то время не мог позволить себе закончить ее. С 1980 года Динч работал на кабельном заводе Standard Telephones and Cables в Саутгемптоне. Коллега с завода Вино Дос Сантос познакомил Динка с видеоиграми на своем ZX81, но Динч не проявил интереса ни к играм, ни к компьютерам. Когда в 1982 году был выпущен ZX Spectrum, Дос Сантос сделал предварительный заказ по одному для себя и Динча, несмотря на продолжающееся отсутствие интереса Динча. Когда Динк в конце концов распаковал свой ZX Spectrum, он изо всех сил пытался понять прилагаемую книгу инструкций по языку программирования BASIC. Вместо этого он научился программировать в течение двух лет с помощью журналов по программированию, в частности Popular Computing Weekly. Динк сослался на игру Arcadia 1983 года, которую он изучил в рамках своего обучения, как на большое влияние.

## Карьера

### Ранние годы
Динч начал работать в индустрии видеоигр в 1983 году, после ухода с кабельного завода. Он откликнулся на объявление программиста Пола Фика, который искал разработчика для ZX Spectrum, и помог ему портировать игру Ant Attack с ZX Spectrum на Commodore 64. Порт был выпущен в 1984 году, и Динч использовал эту разработку, чтобы получить представление о Commodore 64, который он будет использовать в своих более поздних играх. В том же году он и Джон Дин основали Society of Software Authors, торговую ассоциацию, которая должна была давать «практические советы» разработчикам игровой индустрии. Первое собрание общества состоялось 5 мая 1984 года в Илфорде. Динч исполнял обязанности его председателя. Первой оригинальной игрой Динка была Gerry the Germ Goes Body Poppin', в которой игрок управляет патогеном, проникающим в человеческое тело. Первоначально он представил игру издателю Mirrorsoft (часть конгломерата Mirror Group), которое отклонило игру, сославшись на репутацию Mirror Group. Позже Динч встретил Тони Рейнберда, управляющего директора издательского лейбла Firebird. Хотя Динч считал British Telecom (частью которой была Firebird) более респектабельную, чем Mirror Group, и поэтому думал, что лейбл отклонит его игру, Rainbird понравилась эта идея, и он согласился опубликовать ее. Динч полностью разработал версию ZX Spectrum и Amstrad CPC, а Эдвин Рейнер, с которым он познакомился в Саутгемптоне, создал порт для Commodore 64. Несмотря на то, что Gerry the Germ был выпущен в 1985 году как бюджетная игра, она хорошо продавалась, принося «довольно большие гонорары», особенно в Соединенных Штатах. Вслед за Gerry the Germ, Рэйнбёрд попросил Динча создать еще одну игру для издателя. Однако он вступил в контакт с Дином и Родом Казенсами (которых он знал по конверсии Ant Attack), которые в то время создавали программное обеспечение Electric Dreams для Activision. Дин попросил Динча вместо этого разработать с ними его вторую игру, которую он принял, учитывая удовлетворительное предложение и местонахождение компании в Саутгемптоне. Во второй игре Динча, Prodigy 1986 года, игрок заботился о младенце. Он описал игру как амбициозную, но сложную для программирования. Впоследствии Казенс и Дин убедили Динча разработать порт Enduro Racer, изначально аркадной игры, с ZX Spectrum на Amstrad CPC, на что он согласился, несмотря на его незаинтересованность в таких проектах, потому что Electric Dreams предложила ему «действительно хорошие деньги». . Динч встретился с разработчиками ZX Spectrum, которые попытались объяснить свои концепции разработки. Он считал их работу гораздо более сложной, чем свою, и вместо этого запросил оригинальный исходный код, с помощью которого он смоделировал версию ZX Spectrum на Amstrad CPC. После того, как порт был выпущен в 1986 году, Динк стал участвовать в двух адаптациях видеоигр для фильмов: «Большие проблемы в маленьком Китае» для Amstrad CPC, а ZX Spectrum остался незавершенным другим разработчиком, и Динка попросили спасти проект в течение двух месяцев. . После этого он работал над оригинальной версией Aliens: The Computer Game для Commodore 64, где он снова работал вместе с Рейнером. Последним проектом Динка с Electric Dreams был Knightmare, адаптация одноименного телесериала 1987 года.

### Vivid Image
После Knightmare Динч покинул Electric Dreams. В то время System 3 изо всех сил пыталась перевести свою игру The Last Ninja с Commodore 64 на ZX Spectrum. Используя Activision в качестве издателя, Казенс устроил Динча на работу в компанию, чтобы он занимался переносом. Однако Динч не хотел работать над чужим кодом и вместо этого предложил компании официально отменить The Last Ninja для платформы и вместо этого объявить, что продолжение, Last Ninja 2, будет одновременно выпущено для Amstrad CPC, Commodore 64 и ZX Spectrum. Поскольку компания последовала этой рекомендации, Динч работал над версиями Amstrad CPC и ZX Spectrum вместе с художником Хью Райли и программистом Джоном Твидди, которые разработали версию Commodore 64. После выхода игры в 1987 году Динч решил основать собственную компанию. К нему присоединились Твидди и Райли, и в сентябре 1988 года они основали Vivid Image.
Дебютной игрой компании стала Hammerfist, выпущенная в 1990 году, за которой вскоре последовала Time Machine. Динч считал оба проекта амбициозными, но в конечном итоге ни один из них не был удовлетворен. Далее он разработал версию Hammerfist для Konix Multisystem, в создании которой участвовал Дин. Динч завершил эту версию до того, как выпуск платформы был отменен, к его разочарованию. Следующая игра студии, First Samurai, была тем, что, по мнению Динча, «наконец-то достигло уровня», который основатели Vivid Image предназначали для студии. Вдохновленная серией The Last Ninja, в игре вместо ниндзя в главной роли был самурай, а изометрическая перспектива была изменена на вид сбоку. Название игры было выбрано как пародия на The Last Ninja. First Samurai был выпущен для различных платформ в 1991 году. Расширенное продолжение, Second Samurai, вышло в 1993 году.
Vivid Image сотрудничала с Ubi Soft, результатом сотрудничества стали две игры: Street Racer и S.C.A.R.S . Первая, опубликованная в 1994 году, была разработана на основе Super Mario Kart и включала в себя оригинальных персонажей, в том числе одного, основанного на Насреддине Ходже, историческом сатирике, хорошо известном в Турции. Динч представлял себе трехмерную приключенческую игру для PlayStation, вращающуюся вокруг Ходжи, которую он должен был разработать с Раффаэле Чекко, братьями Роулендс и другими. Однако игра так и не была выпущена, что привело к ссоре Динча с некоторыми из участников. S.C.A.R.S. был выпущен в 1998 году. По словам Динча, графика игры, включая дизайн гоночных трасс, была создана Ubi Soft собственными силами, что сделало их «слишком короткими и слишком сложными», что «испортило игру». Также в 1998 году Vivid Image начала работу над демонстрацией 3D-игры «Актер» с использованием Dynamic Toolkit от MathEngine, оксфордской компании-разработчика программного обеспечения. Демо впервые было продемонстрировано в 2000 году в рамках продвижения линейки центральных процессоров Pentium 4. В 2001 году для PlayStation 2 должна была выйти «загадочно-приключенческая игра», также называемая «Actor». К 2000 году Динч почувствовал, что достиг пика своей карьеры в Великобритании. Он вернулся в Турцию, где в то время не было профессиональной игровой индустрии, и считал, что создание там игровой сцены заставит его «снова почувствовать гордость». Vivid Image официально базировалась в Стамбуле и разработала Dual Blades для Game Boy Advance, опубликованную Metro3D в октябре 2002 года.

### Dinç İnteraktif / Sobee Studios
Работая в Центре разработки программного обеспечения Стамбульского технического университета, Динч основал Dinç İnteraktif в 2000 году. К апрелю 2001 года Динч нанял Уилла Коулинга и Бена Доннелли, которые присоединились к нему из Англии, а также Энгина Чиласуна и Багера Акбая; Динк рассчитывал в конечном итоге увеличить студию до 45–50 человек. В 2004 году Dinç İnteraktif была переименована в Sobee Studios. В сотрудничестве с MyNet Sobee разработала две первые крупные онлайн-игры в Турции: одну об управлении футбольным клубом, а другую о бильярде. В последнем участвовал турецкий профессиональный бильярдист Семих Сайгынер. После выпуска в 2004 году две игры привлекли 1 миллион пользователей. Другие игры включали İstanbul Kıyamet Vakti, первую массовую многопользовательскую онлайн-игру в Турции в 2006 году и футбольную игру I Can Football в 2009 году. Динч продал Sobee компании Türk Telekom, которая в то время находилась под управлением Пола Доани, в марте 2009 года и продолжал работать генеральным менеджером студии. Под руководством Динча Sobee разработала Süpercan, I Can Football 2 и Süpercan 2. Поскольку Доани был заменен вскоре после приобретения, Динч, недовольный позицией нового руководства по отношению к Sobee, покинул студию в 2013 году.

### Поздние работы
Динч был основателем и первым избранным президентом Турецкой федерации цифровых игр, созданной при Министерстве молодежи и спорта Турции в августе 2011 года. Эта федерация в конечном итоге была преобразована в Федерацию развивающихся спортивных отделений министерства. В 2016 году Динч переехал в Лондон, где основал Pixel Age Studios с намерением переделать свои ранние игры. В 2020 году Динч опубликовал автобиографию на турецком языке «Жизнь - это игра» (тур. Hayat bir Oyun), пожертвовав все доходы обществу Дарюшшафака. Английская версия была выпущена в 2021 году. Динч стал соучредителем Inventuna Games, стартапа блокчейн-игр, в апреле 2021 года.

## Игры
| Год  | Название игры                    | Разработчик              | Издатель                              | Примечания   |
| ---- | -------------------------------- | ------------------------ | ------------------------------------- | ------------ |
| 1984 | Ant Attack                       | Сэнди Уайт, Пол Фик      | Quicksilva                            | [ 4 ]        |
| 1985 | Gerry the Germ Goes Body Poppin' | Мевлют Динч              | Firebird                              | [ 4 ]        |
| 1986 | Prodigy                          | Electric Dreams Software | Electric Dreams Software / Activision | [ 4 ]        |
| 1986 | Enduro Racer                     | Electric Dreams Software | Electric Dreams Software / Activision | [ 4 ]        |
| 1986 | Big Trouble in Little China      | Electric Dreams Software | Electric Dreams Software / Activision | [ 4 ]        |
| 1986 | Aliens: The Computer Game        | Electric Dreams Software | Electric Dreams Software / Activision | [ 4 ]        |
| 1987 | Knightmare                       | Electric Dreams Software | Electric Dreams Software / Activision | [ 4 ]        |
| 1987 | Last Ninja 2                     | System 3                 | Activision                            | [ 4 ]        |
| 1990 | Hammerfist                       | Vivid Image              | Activision                            | [ 4 ]        |
| 1990 | Time Machine                     | Vivid Image              | Activision                            | [ 4 ]        |
| 1991 | First Samurai                    | Vivid Image              | Image Works                           | [ 4 ]        |
| 1993 | Second Samurai                   | Vivid Image              | Psygnosis                             | [ 4 ]        |
| 1994 | Street Racer                     | Vivid Image              | Ubi Soft                              | [ 4 ]        |
| 1998 | S.C.A.R.S.                       | Vivid Image              | Ubi Soft                              | [ 4 ]        |
| 2002 | Dual Blades                      | Vivid Image              | Metro3D                               | [ 4 ] [ 13 ] |
| 2004 | Online Football Manager          | Sobee Studios            | MyNet                                 | [ 10 ]       |
| 2004 | Semih Saygıner's Billards Magic  | Sobee Studios            | MyNet                                 | [ 10 ]       |
| 2006 | İstanbul Kıyamet Vakti           | Sobee Studios            | Sobee Studios                         | [ 4 ] [ 10 ] |
| 2009 | I Can Football                   | Sobee Studios            | Sobee Studios                         | [ 4 ] [ 10 ] |
| 2011 | Süpercan                         | Sobee Studios            | Sobee Studios                         | [ 4 ]        |
| 2012 | I Can Football 2                 | Sobee Studios            | Sobee Studios                         | [ 4 ]        |
| 2012 | Süpercan 2                       | Sobee Studios            | Sobee Studios                         | [ 4 ]        |
| 2021 | Heroes Chained                   | Inventuna Games          | Inventuna Games                       | [ 18 ]       |

## Книги
- Мевлют Динч. Hayat Bir Oyun: Efsane oyun yazarının ilham veren yaşam ve başarı öyküsü! (тур.). — 2020. — ISBN 9786057649300.[19]
- Мевлют Динч. Life Is a Game: The Inspirational Success Story of a Legendary Game Developer! (англ.). — 2021. — ISBN 9781914078590.[20]